# اسمارت فورتو
اسمارت فورتو،(به انگلیسی: Smart Fortwo) خودرویی است که از سال ۱۹۹۸ تا کنون در آلمان و فرانسه تولید شده‌است. طراحی آن خودروهای موتور عقب-محور عقب بوده‌است. این شرکت یک خودروی برقی به نام اسمارت فورتوی برقی را نیز تولید می‌کند که تنها تفاوت آن با اسمارت فورتوی احتراقی در این است که نیروی محرکه آن کاملاً از طریق باتری تأمین می‌شود.
این خودرو با همکاری شرکت ساعت‌ساز سوئیسی سواچ و شرکت خودروساز آلمانی مرسدس بنز ساخته شده‌است و نام آن از واژه سواچ مرسدس آرت (Swatch Mercedes ART) گرفته شده‌است.

## طراحی

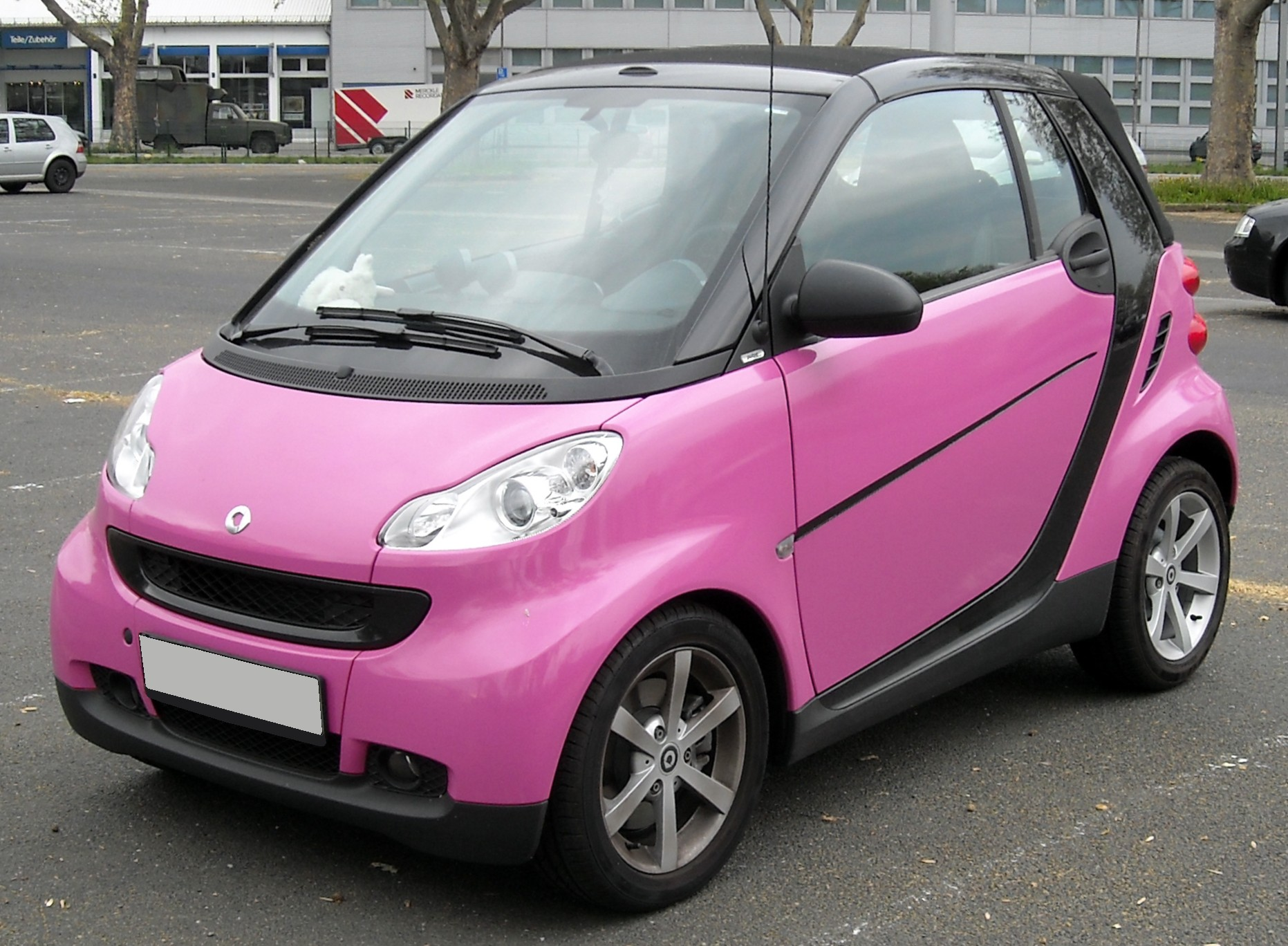
نمونه ای از یک اسمارت فورتو که بدنه آن صورتی و محافظ امنیتی آن که با نام محافظ تریدیان نیز شناخته می‌شود، به رنگ مشکی است.

### جعبه‌دنده نیمه-خودکار
این خودرو مجهز به جعبه دنده نیمه-خودکار می‌باشد که تلفیقی از جعبه دنده دستی و خودکار می‌باشد. یعنی این نوع جعبه دنده علی‌رغم اتوماتیک بودن مجهز به شیفترهایی در پشت فرمان است که امکان تعویض دستی را فراهم می‌سازد.

### پارک کردن
این خودرو با توجه به اندازه کوچکی که دارد، طبیعتاً می‌تواند بسیار راحت‌تر از دیگر خودروهای امروزی پارک کند. این اندازه کوچک می‌تواند شعاع دور بسیار اندکی را برای فورتو رقم بزند تا کمتر در دورزدن به اصطلاح فرمان بزند.

## نسل نخست:۱۹۹۸–۲۰۰۷ (سری W450)
نسل اول تحت کد W450 در سال ۱۹۹۸ و نسخه فیس لیفت آن در سال ۲۰۰۲ معرفی شد.

### موتور
همگی موتورهای این ماشین سه سیلندر و مجهز به توربوشارژر هستند. این خودرو یک موتور بنزینی داشت که ۵۹۹ سی سی حجم داشت و با سه قدرت مختلف اعم از ۴۵ اسب بخار (۳۳ کیلو وات)، ۵۱ اسب بخار (۳۸ کیلو وات) و ۶۱ اسب بخار (۴۵ کیلو وات) بود. پس از فیس لیفت سال ۲۰۰۲ یک موتور ۶۹۸ سی سی به جمع این موتورها اضافه شد؛ که در مدل‌های ۳۷ کیلو وات (۵۰ اسب بخار) و ۴۵ کیلو وات (۶۱ اسب بخار) عرضه می‌شد. موتور سوم که توربو دیزل بود دارای حجم ۷۹۹ سی سی به توان ۳۰ کیلو وات (۴۱ اسب بخار) بود.

### مدل‌ها
- لیمتید ۱
- اس ای
- سی دی آی
- کروسبلد
- کروستاون
- شب ران
- تراستایل
- آی-مووه
- فورفان ۲ کامپکت
- باراباس
- کی
- فورتو ادیتیون لیمتید وان

## نسل دوم:۲۰۰۷–۲۰۱۴ (سری W451)

### موتور و بهره سوخت
| موتور                 | گنجایش  | نیرو                                              | شتاب                              | میزان آلایندگی CO2       | بیشینه سرعت                           | 0-۱۰۰ کیلومتر بر ساعت (۶۲ مایل بر ساعت) |
| --------------------- | ------- | ------------------------------------------------- | --------------------------------- | ------------------------ | ------------------------------------- | --------------------------------------- |
| ۰٫۸ سی‌دی‌آی (گازوئیلی) | 799 cm3 | ۵۴ اسب بخار متری (۴۰ کیلووات؛ ۵۳ اسب بخار ترمز)   | ۱۳۰ نیوتن متر (۹۶ پوند نیرو-فوت)  | 86 g/km                  | ۸۴ مایل بر ساعت (۱۳۵ کیلومتر بر ساعت) | 16.8 s                                  |
| ۱٫۰ اِم‌ایچ‌دی (بنزینی)  | 999 cm3 | ۷۱ اسب بخار متری (۵۲ کیلووات؛ ۷۰ اسب بخار ترمز)   | ۹۲ نیوتن متر (۶۸ پوند نیرو-فوت)   | 97 g/km (130 g/km in NA) | ۹۰ مایل بر ساعت (۱۴۵ کیلومتر بر ساعت) | 13.7 s                                  |
| ۱٫۰ توربو (بنزینی)    | 999 cm3 | ۸۴ اسب بخار متری (۶۲ کیلووات؛ ۸۳ اسب بخار ترمز)   | ۱۲۰ نیوتن متر (۸۹ پوند نیرو-فوت)  | 115 g/km                 | ۹۰ مایل بر ساعت (۱۴۵ کیلومتر بر ساعت) | 10.7 s                                  |
| ۱٫۰ باراباس (بنزینی)  | 999 cm3 | ۱۰۲ اسب بخار متری (۷۵ کیلووات؛ ۱۰۱ اسب بخار ترمز) | ۱۴۷ نیوتن متر (۱۰۸ پوند نیرو-فوت) | 119 g/km                 | ۹۶ مایل بر ساعت (۱۵۴ کیلومتر بر ساعت) | 8.9 s                                   |

### امنیت

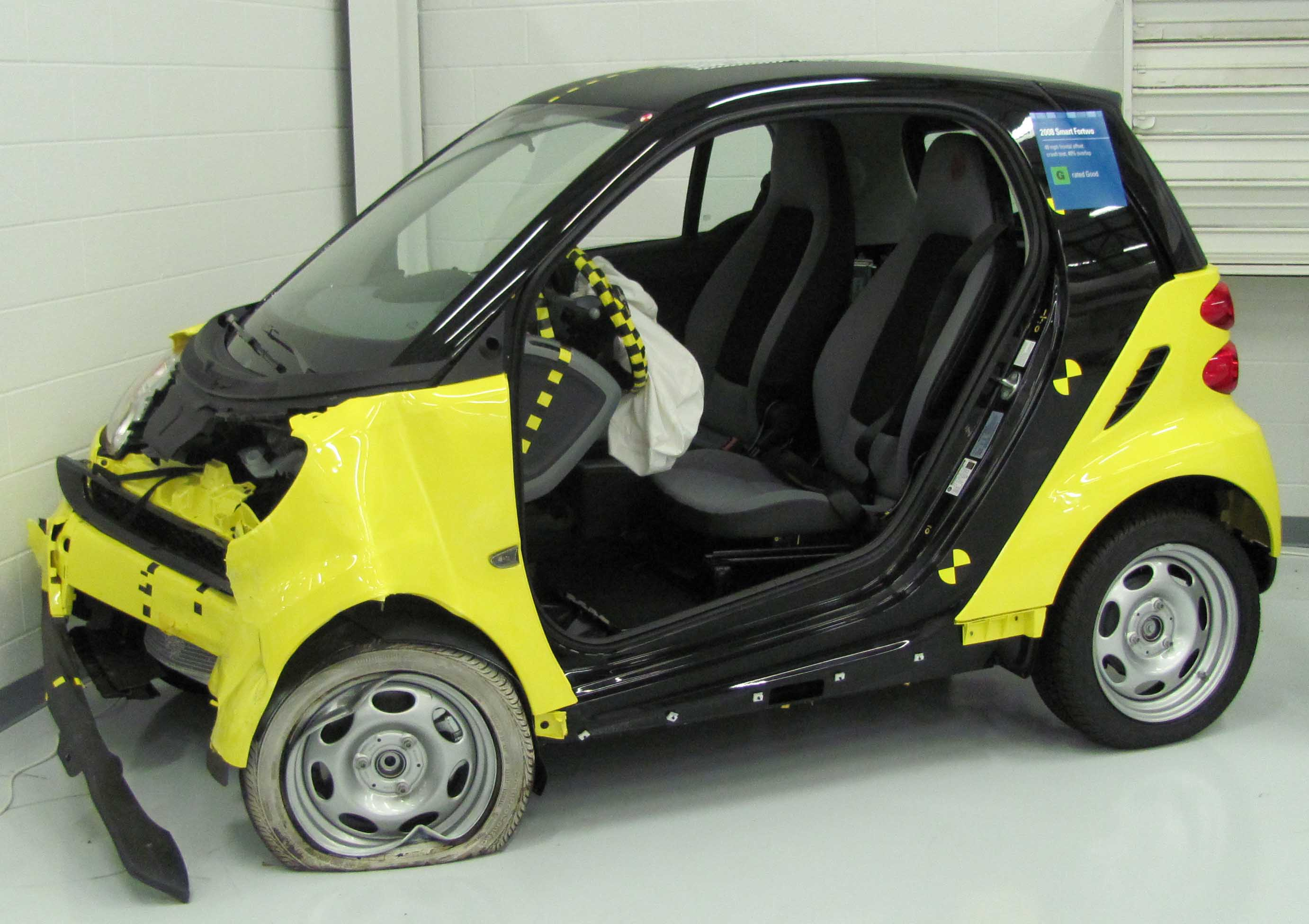
آزمون تصادف اسمارت فورتو به تنهایی
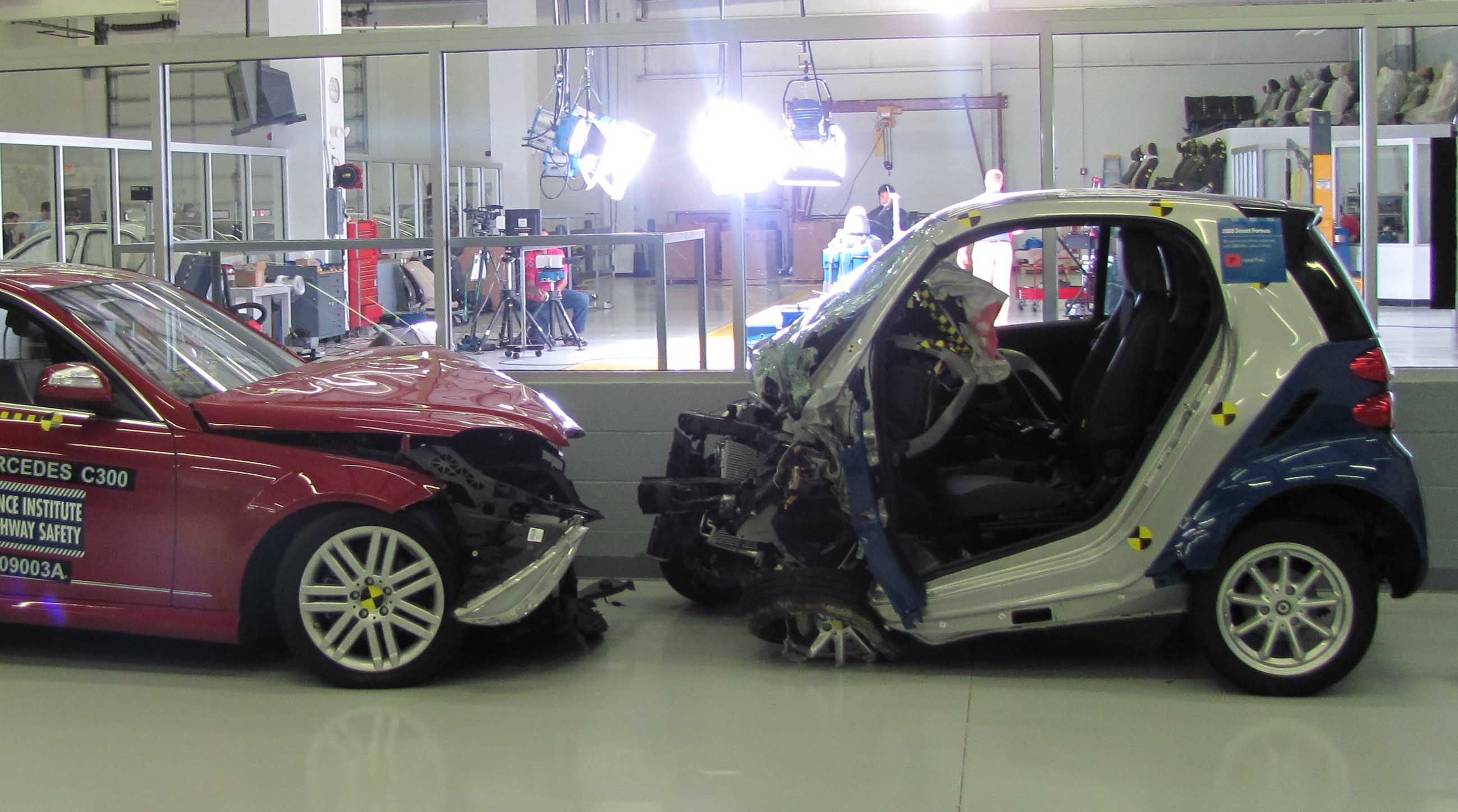
تصادف اسمارت فورتو با یک مرسدس-بنز کلاس-سی

نتیاج آزمون تصادف اداره امنیت ترافیک بزرگ‌راه‌های ایالات متحده آمریکا (NHTSA) برای خودرو اسمارت فورتو در سال ۲۰۰۸:
- پیش‌گاه راننده:
- پیش‌گاه سرنشین:
- پهلوی راننده:  *در زمان برخورد از پهلو، در راننده از جا کنده شد که این امر ممکن است باعث شود سرنشین به بیرون پرتاب شود.
- چپ کردن:

نتایج آزمون تصادف برای اسمارت فورتو توسط یورو ان‌سی‌ای‌پی:
- سرنشین بزرگ‌سال:
- گذرندگان:

### اسمارت فورتوی برقی
اسمارت فورتوی برقی که به تمامی نیروی آن از باتری تأمین شده و به همین سبب یک خودروی تمام‌برقی محسوب می‌شود، با نام‌هایی چون اسمارت ای‌دی و اسمارت ای‌وی نیز شناخته می‌شود. عرضه نسل نخستین آن به سال ۲۰۰۷ در شهر لندن و به تعداد ۱۰۰ دستگاه آغاز شد. نسل دوم این خودرو در سال ۲۰۰۹ و در ۱۸ کشور گوناگون، از راه‌های مختلف همچون اجاره خودرو یا از طریق خدمات اشتراک خودرو کارتوگو به تعداد بیش از ۲٬۳۰۰ دستگاه در دسترس علاقه‌مندان قرار گرفت. نسل سوم اسمارت فورتوی برقی به ماه سپتامبر سال ۲۰۱۱ و در نمایشگاه میان‌کشوری خودرو آلمان رونمایی شد.
عرضه نسل سوم از این خودرو در کشورایالات متحده آمریکا و اروپا، از ماه می سال ۲۰۱۳ آغاز شد. خودروسازی اسمارت در نظر دارد تا این خودرو را در ۳۰ کشور دنیا به تولید انبوه برساند. بین ژوئن ۲۰۰۹ تا ژوئن ۲۰۱۴، بیش از ۸٬۸۰۰ دستگاه از اسمارت ای‌دی در آمریکای شمالی و اروپا به فروش رسیده‌است که بیش از ۶٬۵۰۰ دستگاه از نسل سوم بوده‌اند.

### نگارخانه

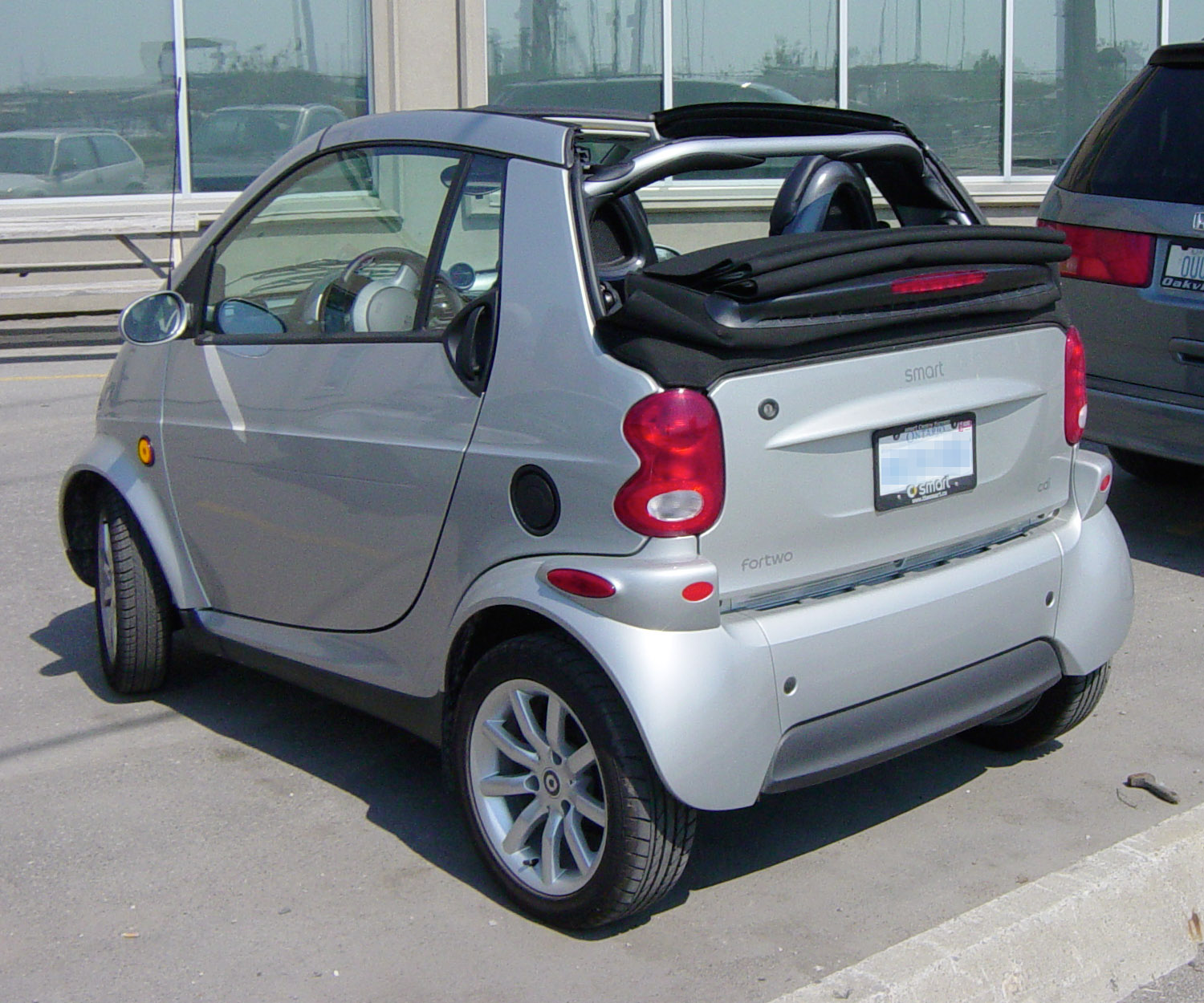
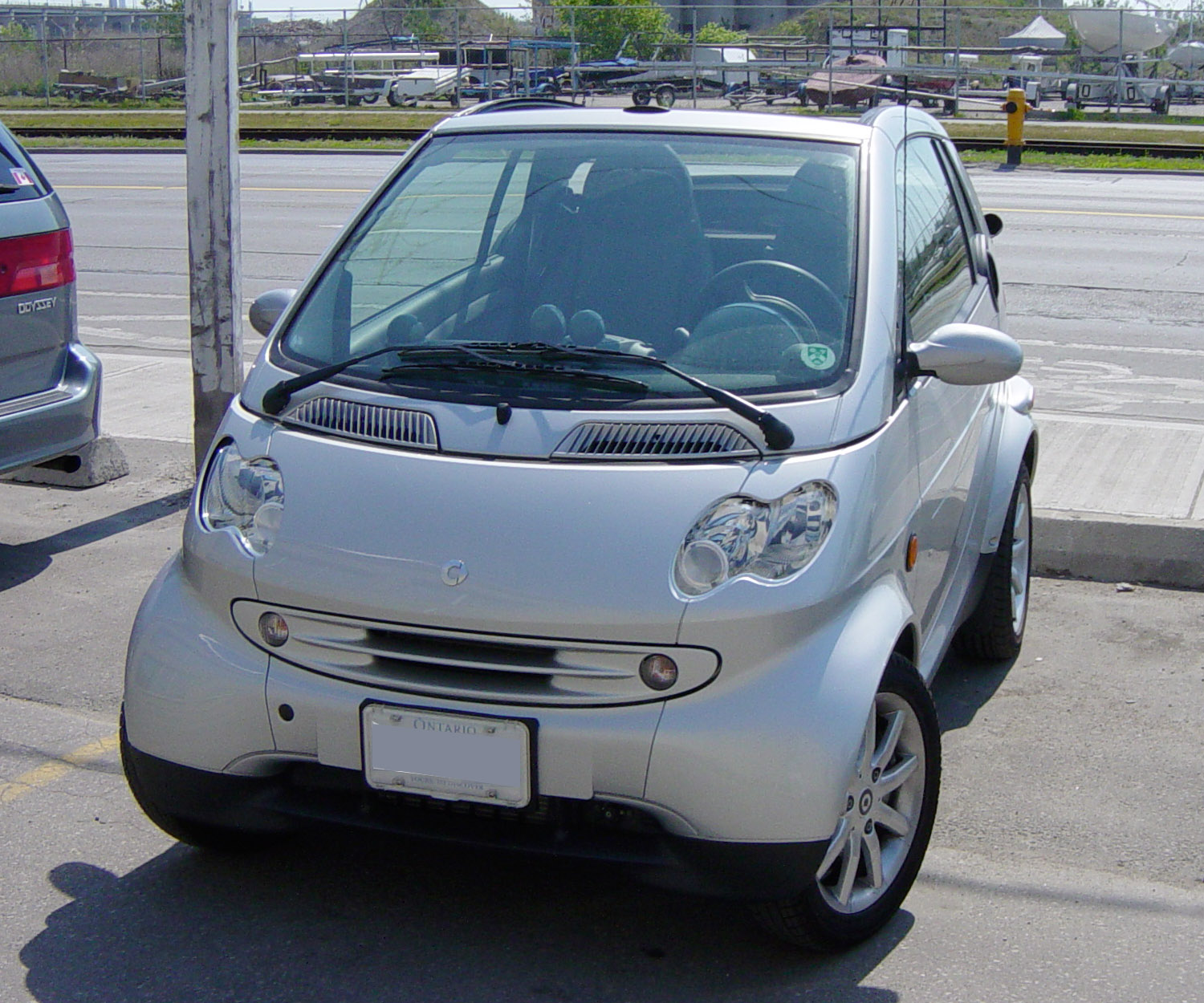
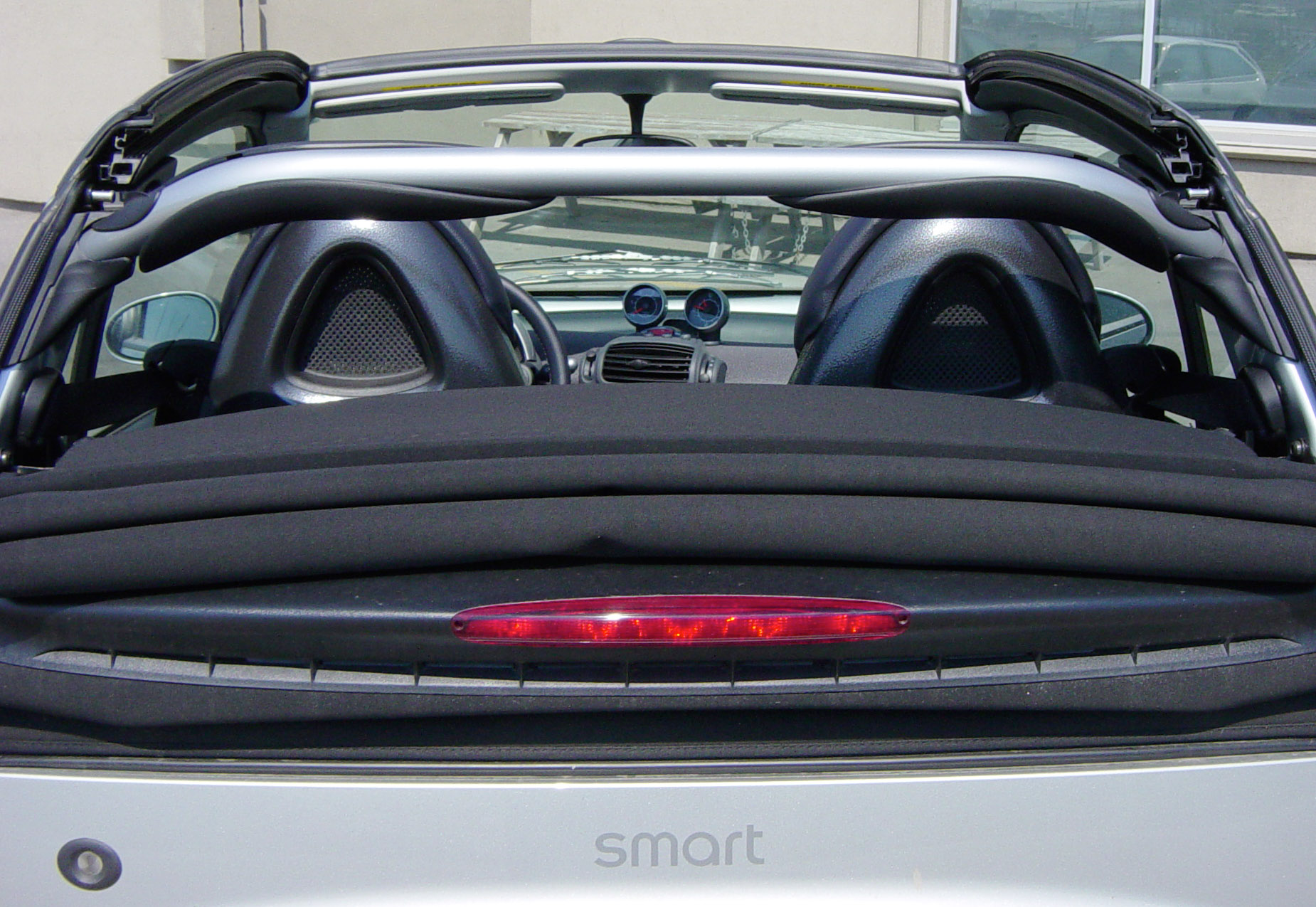
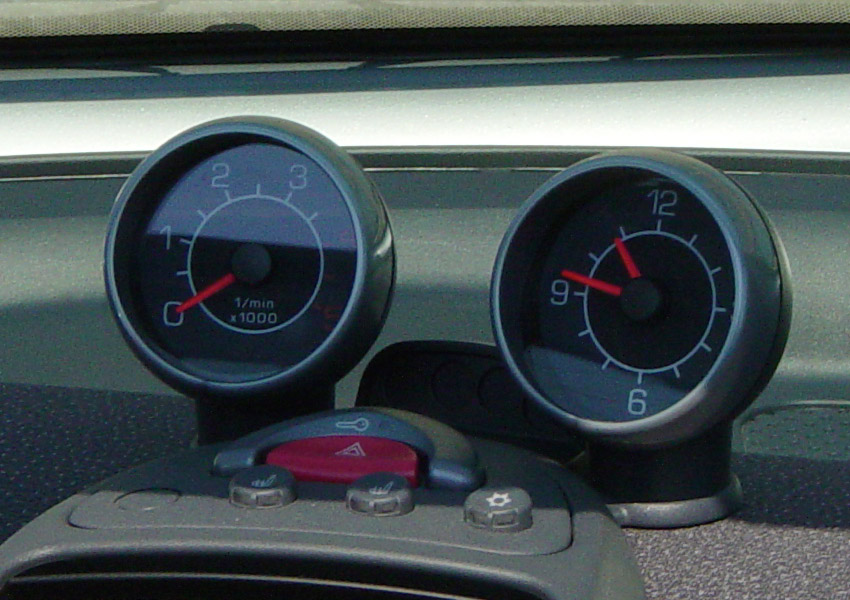
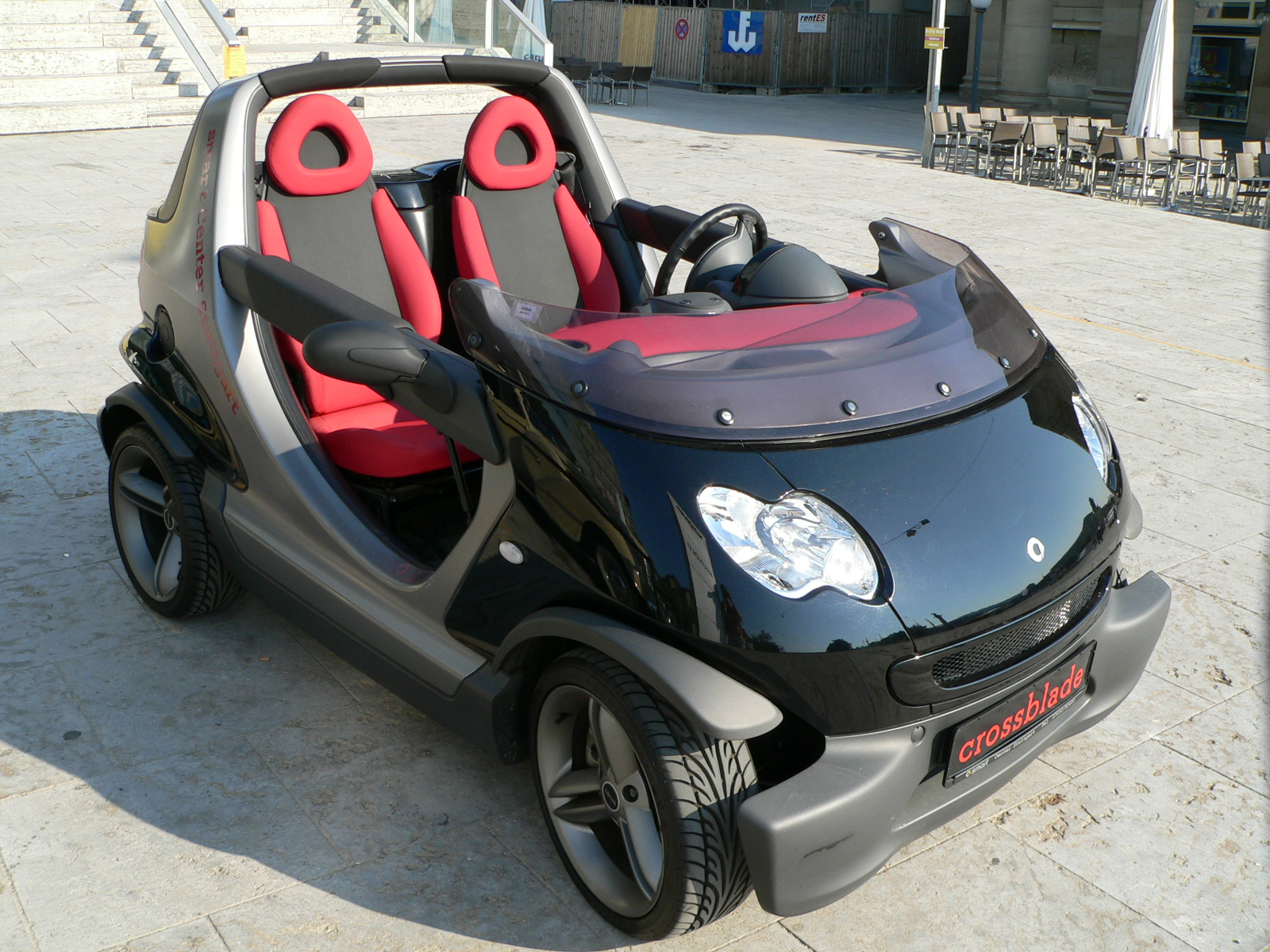
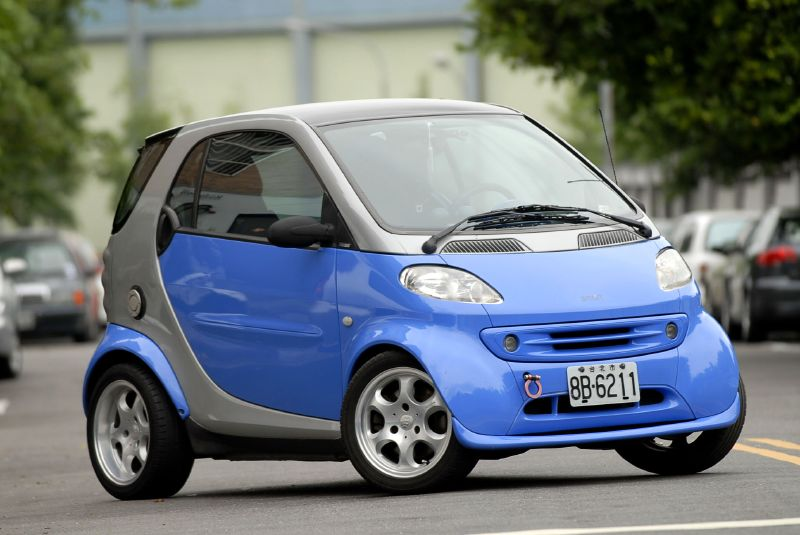
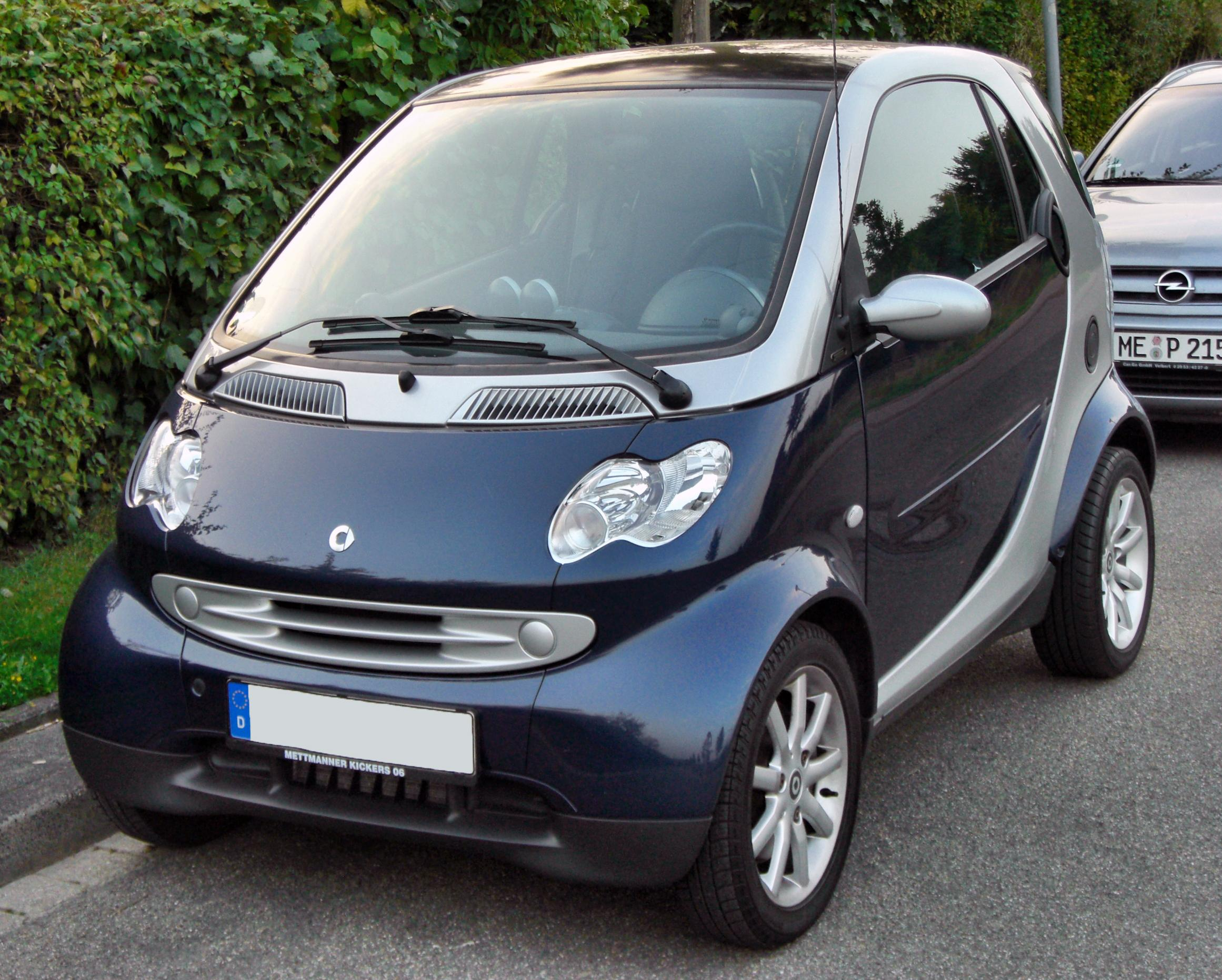
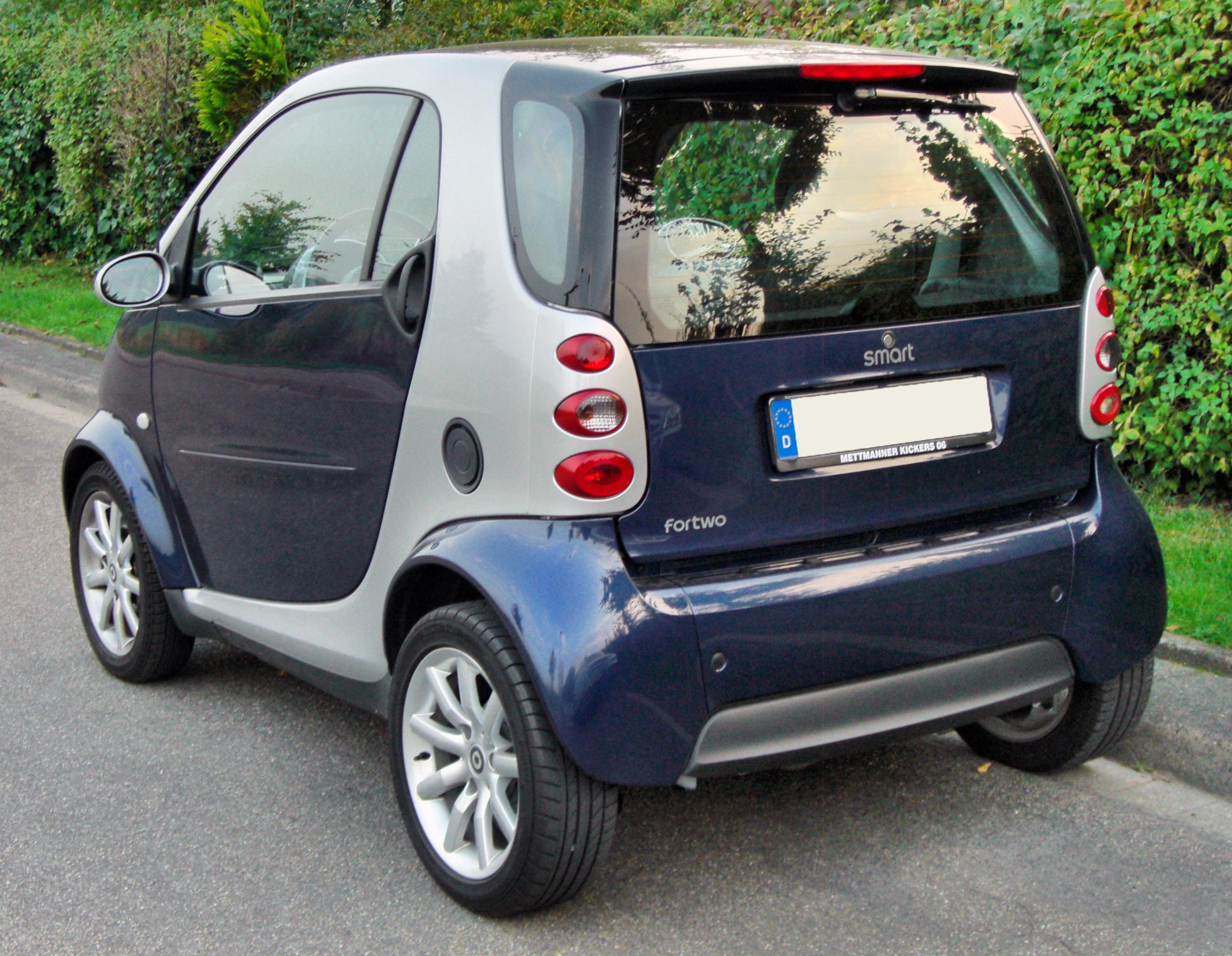
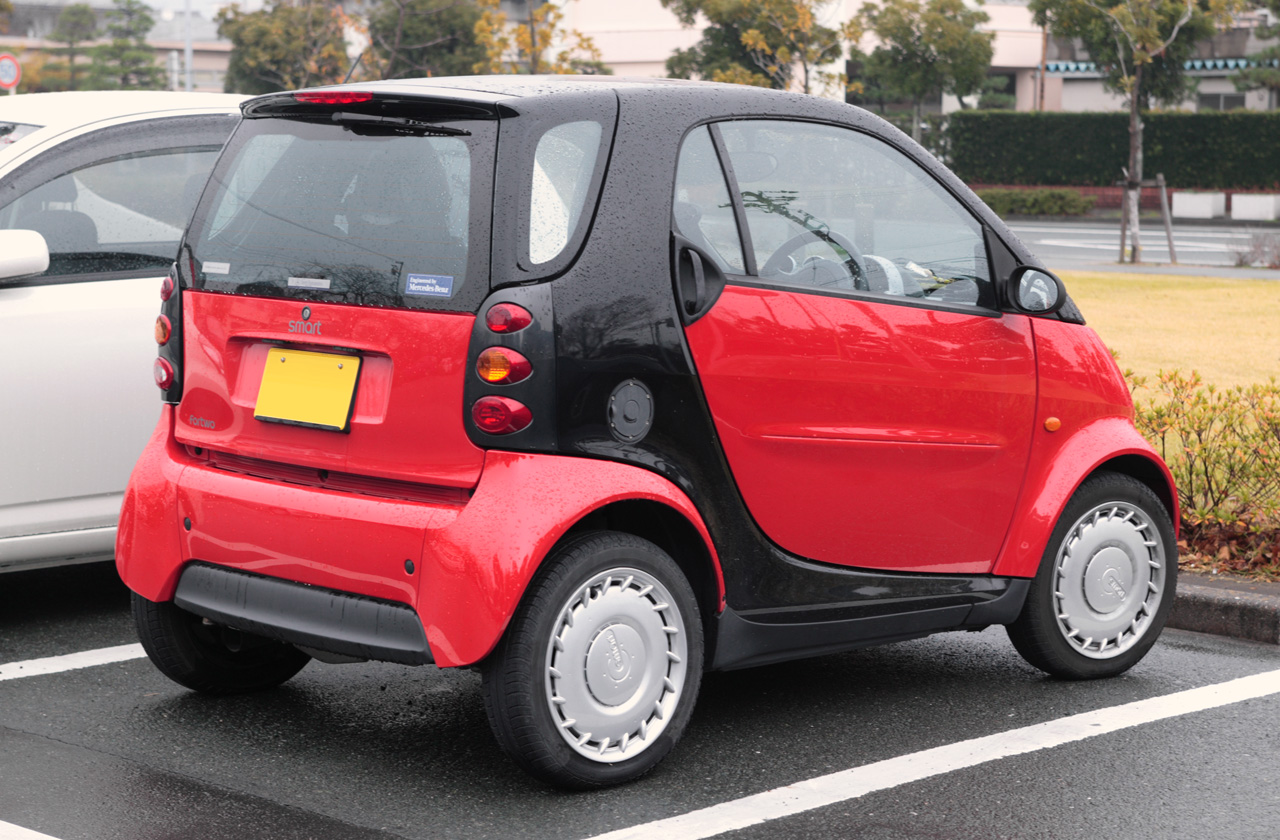

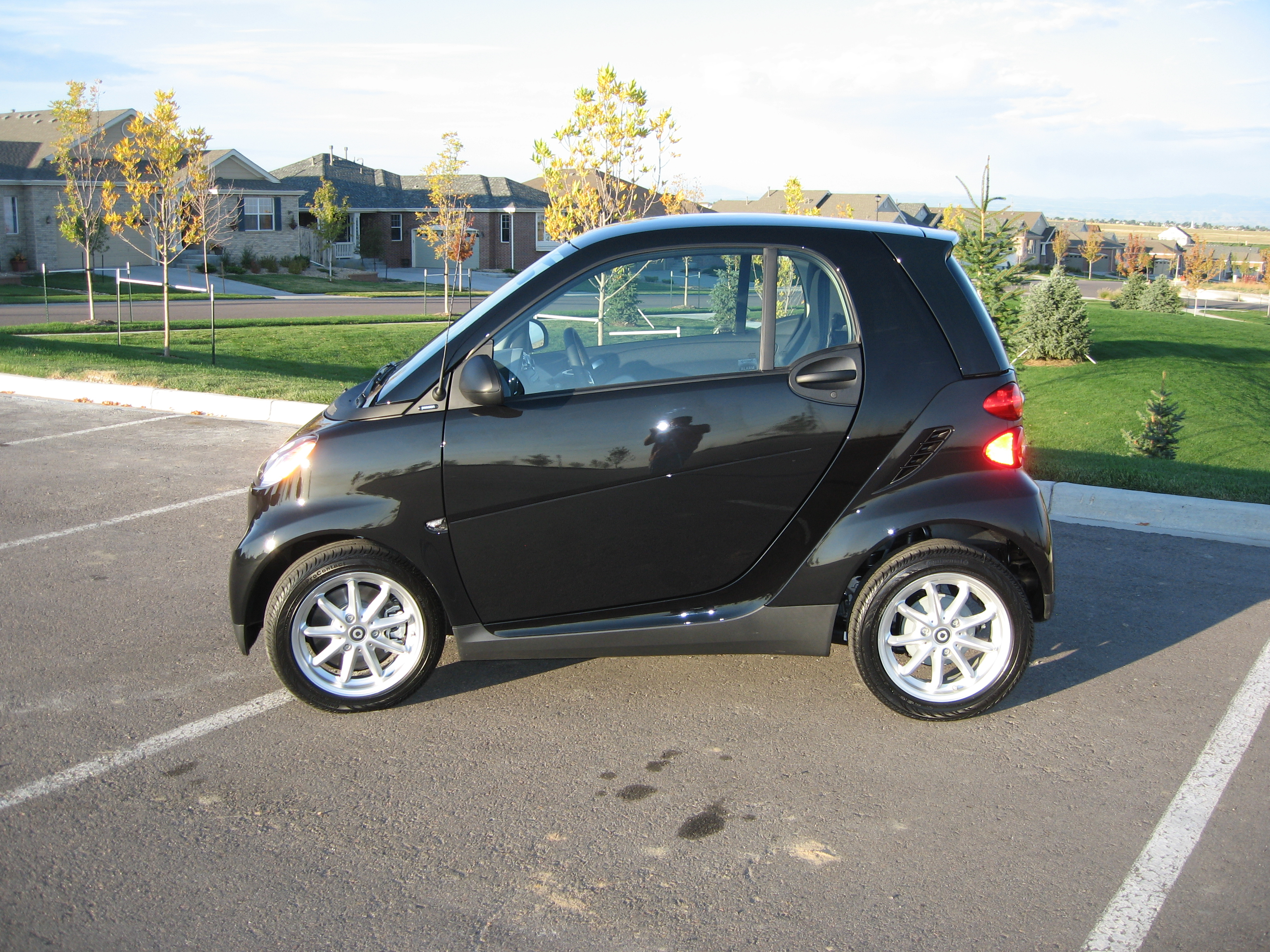
نسخه ۲۰۰۸ کوپه
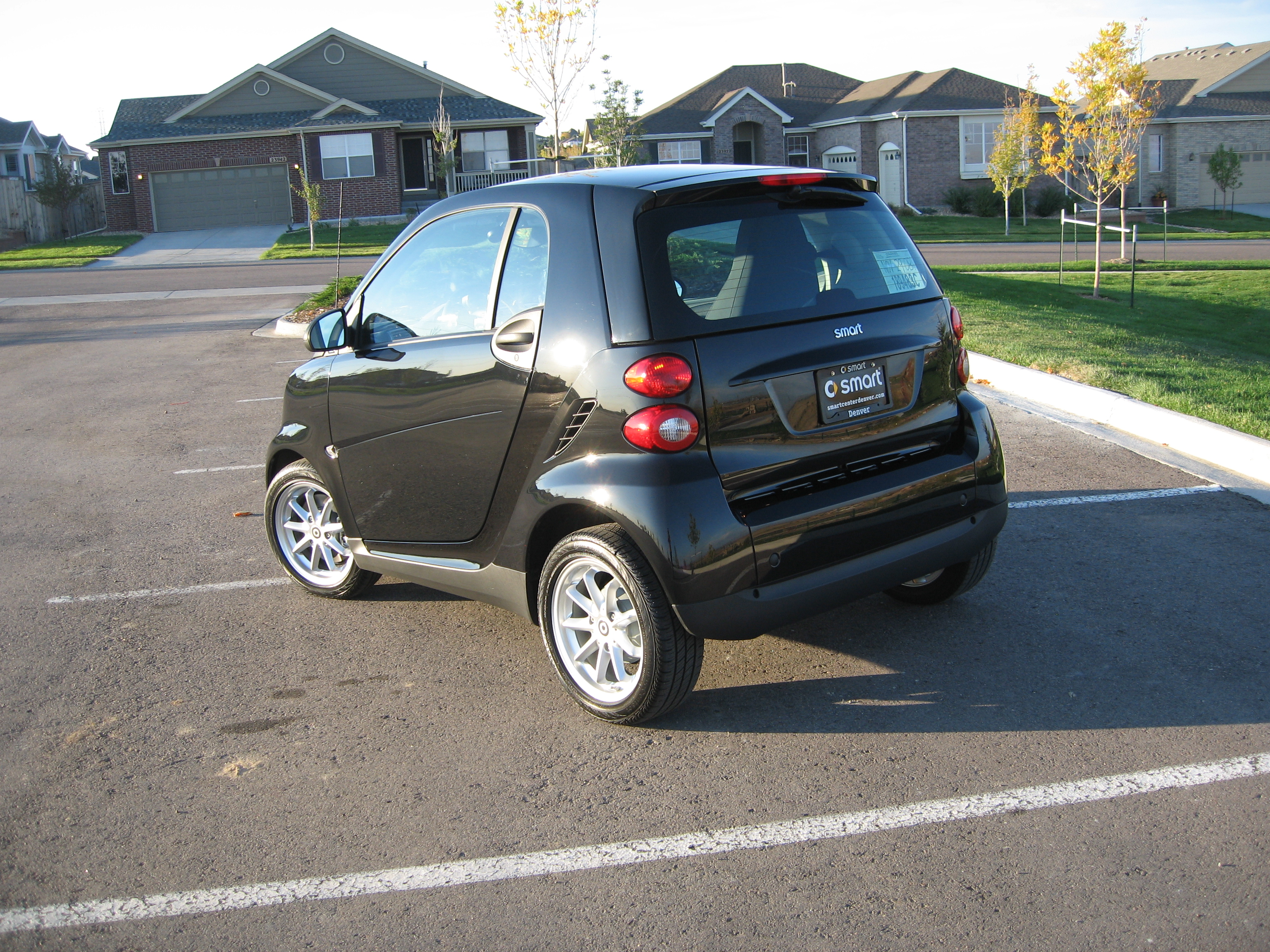
نسخه ۲۰۰۸ کوپه
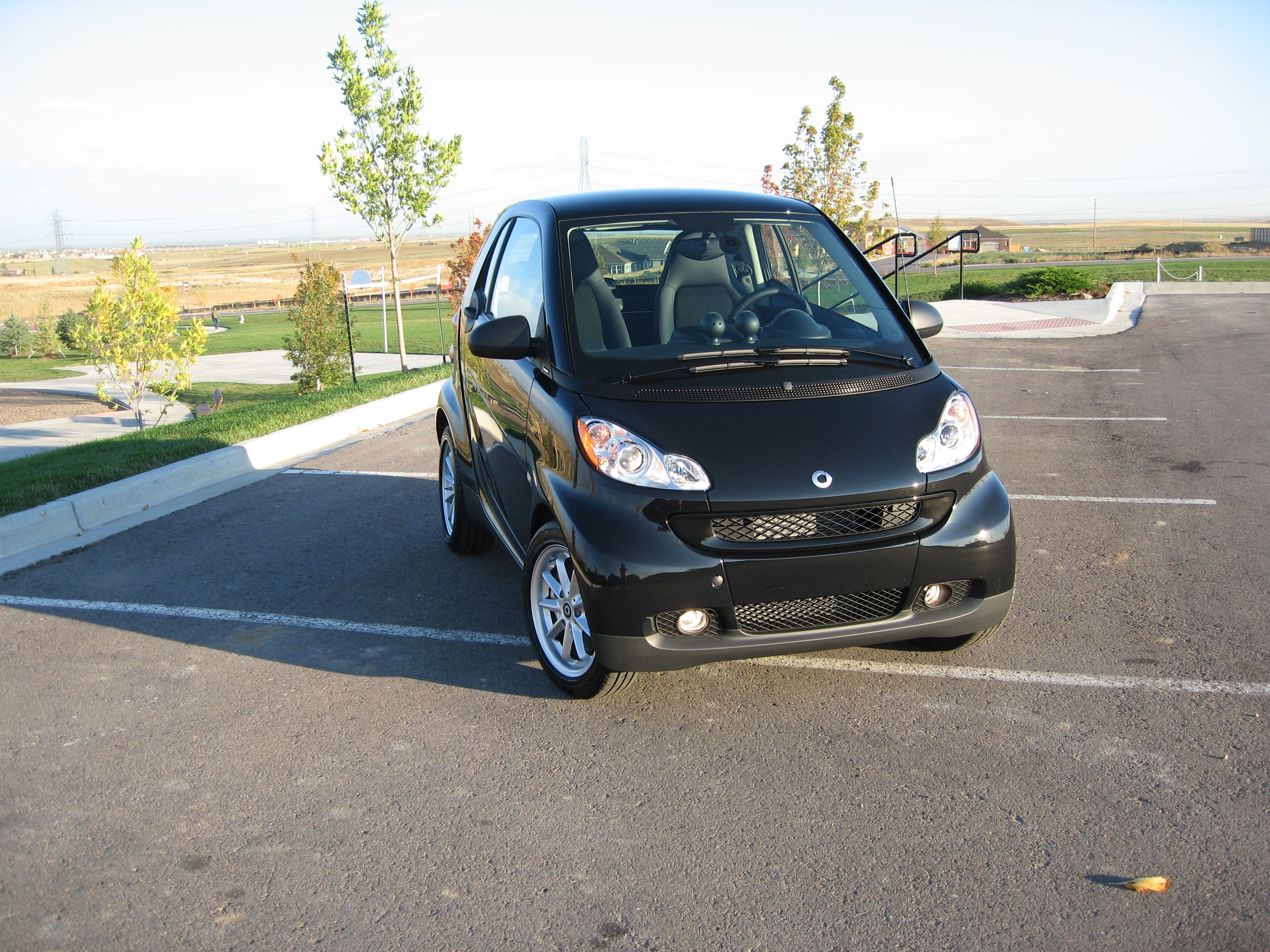
نسخه ۲۰۰۸ کوپه
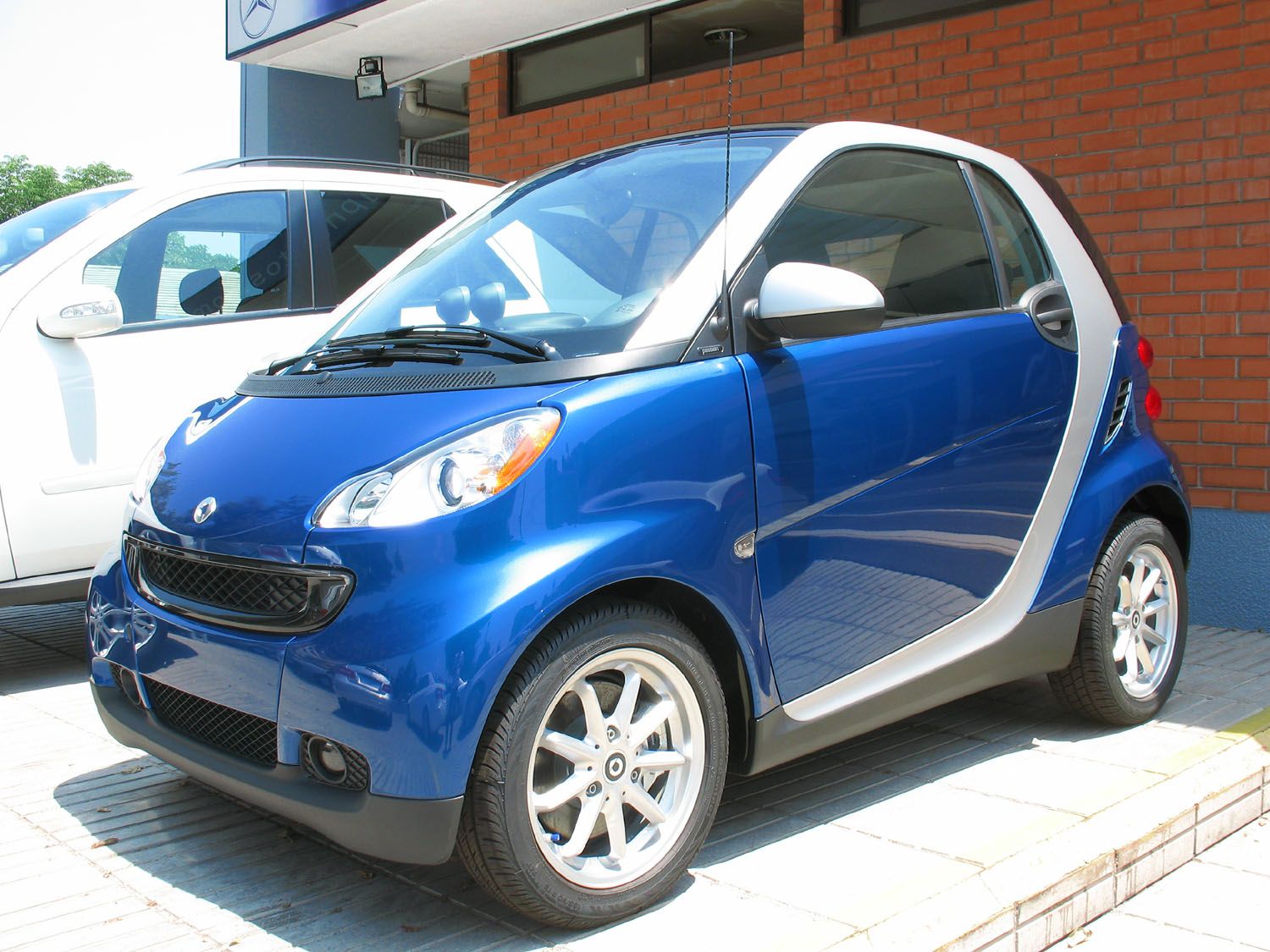
نسخه ۲۰۱۰
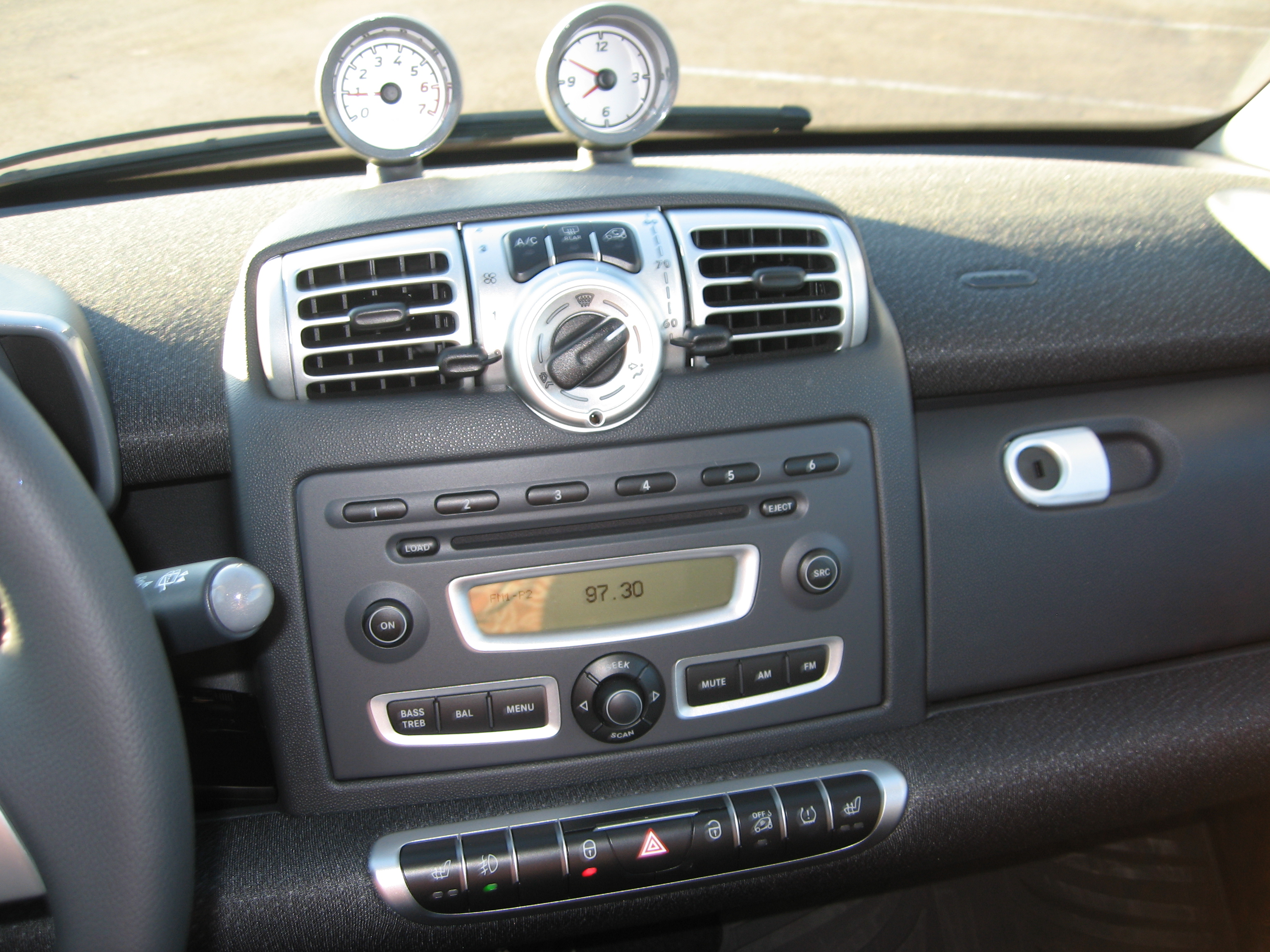
نسخه ۲۰۰۸ کوپه
نمای داخلی

## نسل سوم:۲۰۱۴-کنون (سری W453 و C543)

### نگارخانه

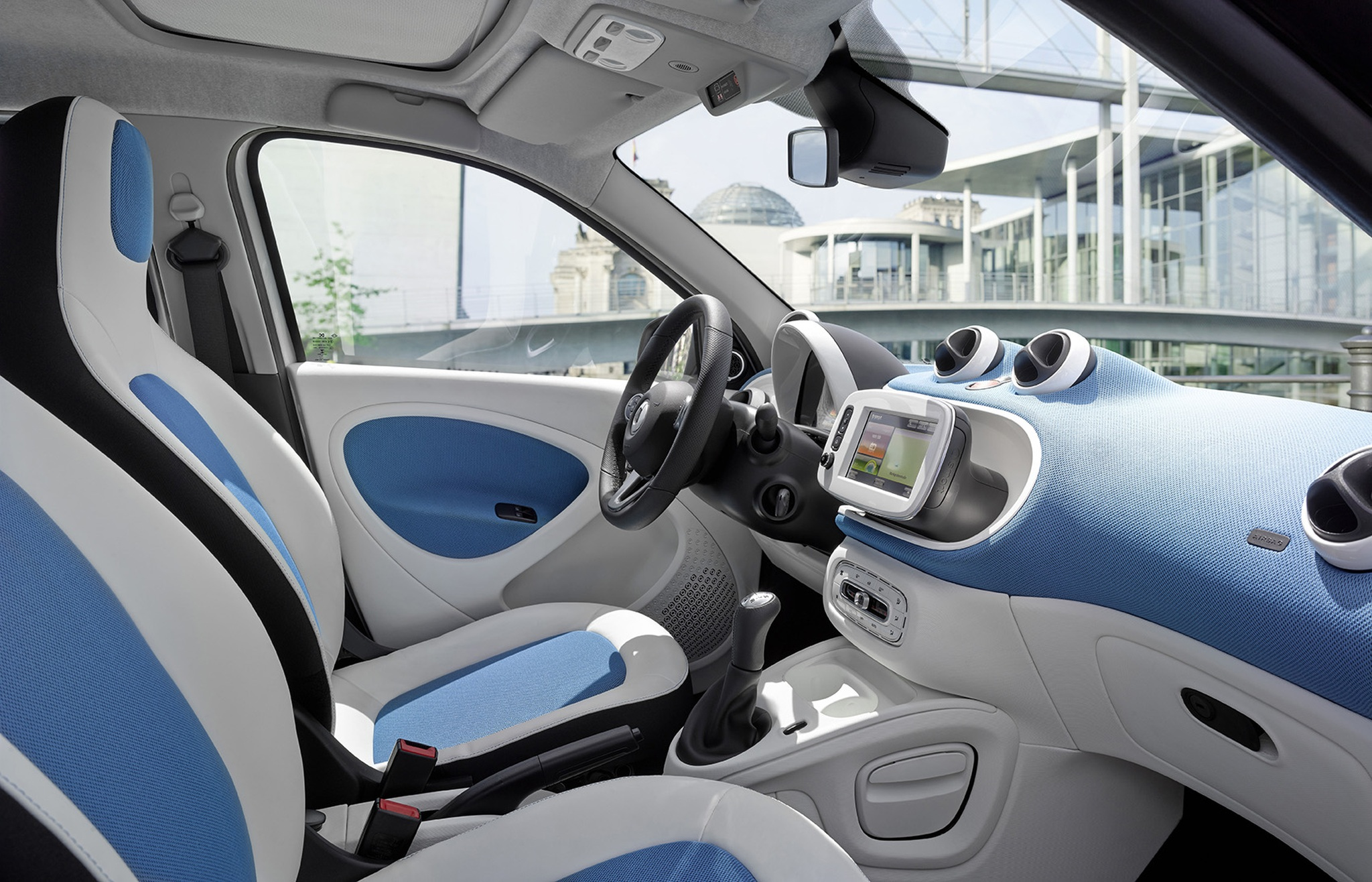
نمای داخلی
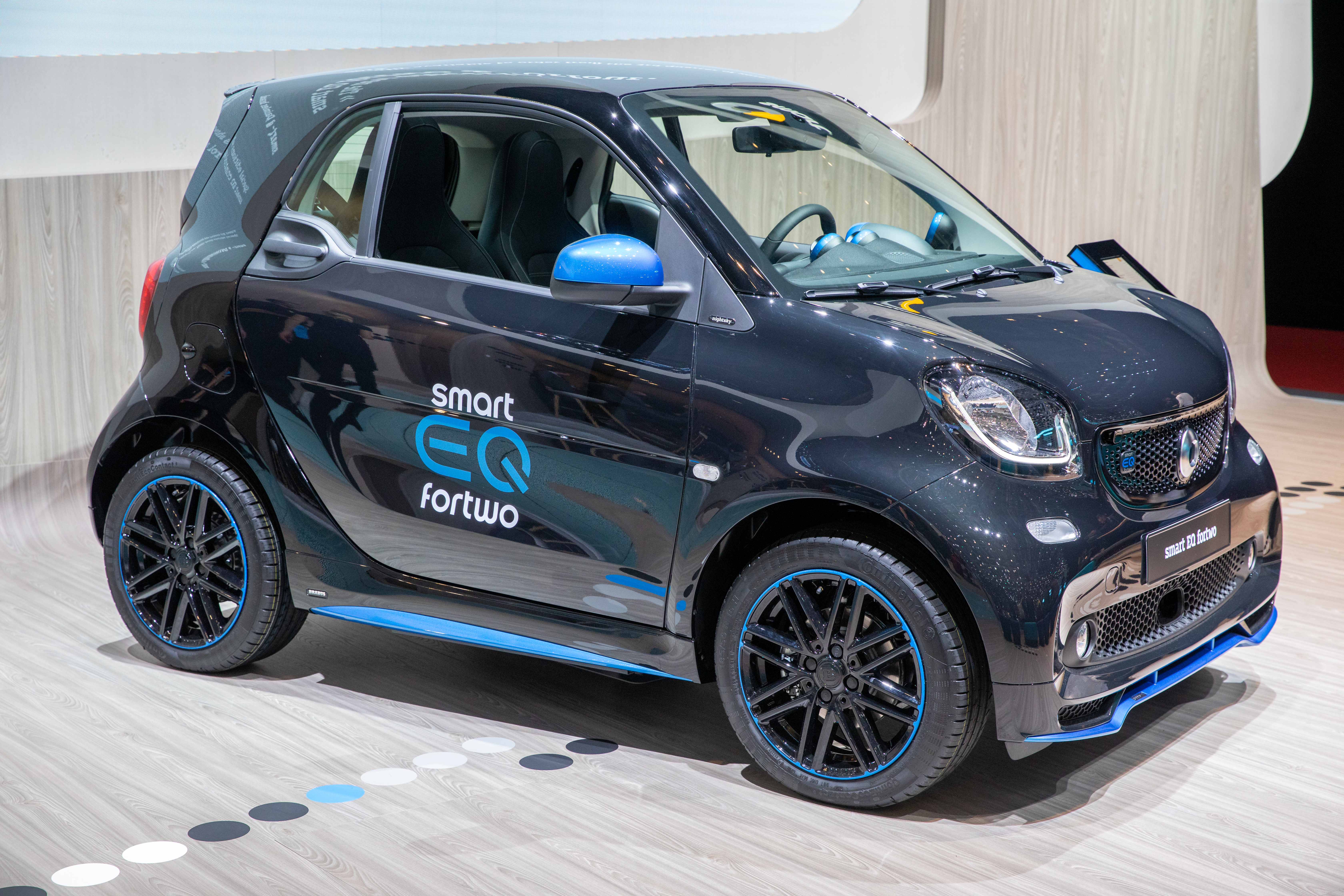
اسمارت ای کیو فورتو در نمایشگاه خودروی ژنو ۲۰۱۸
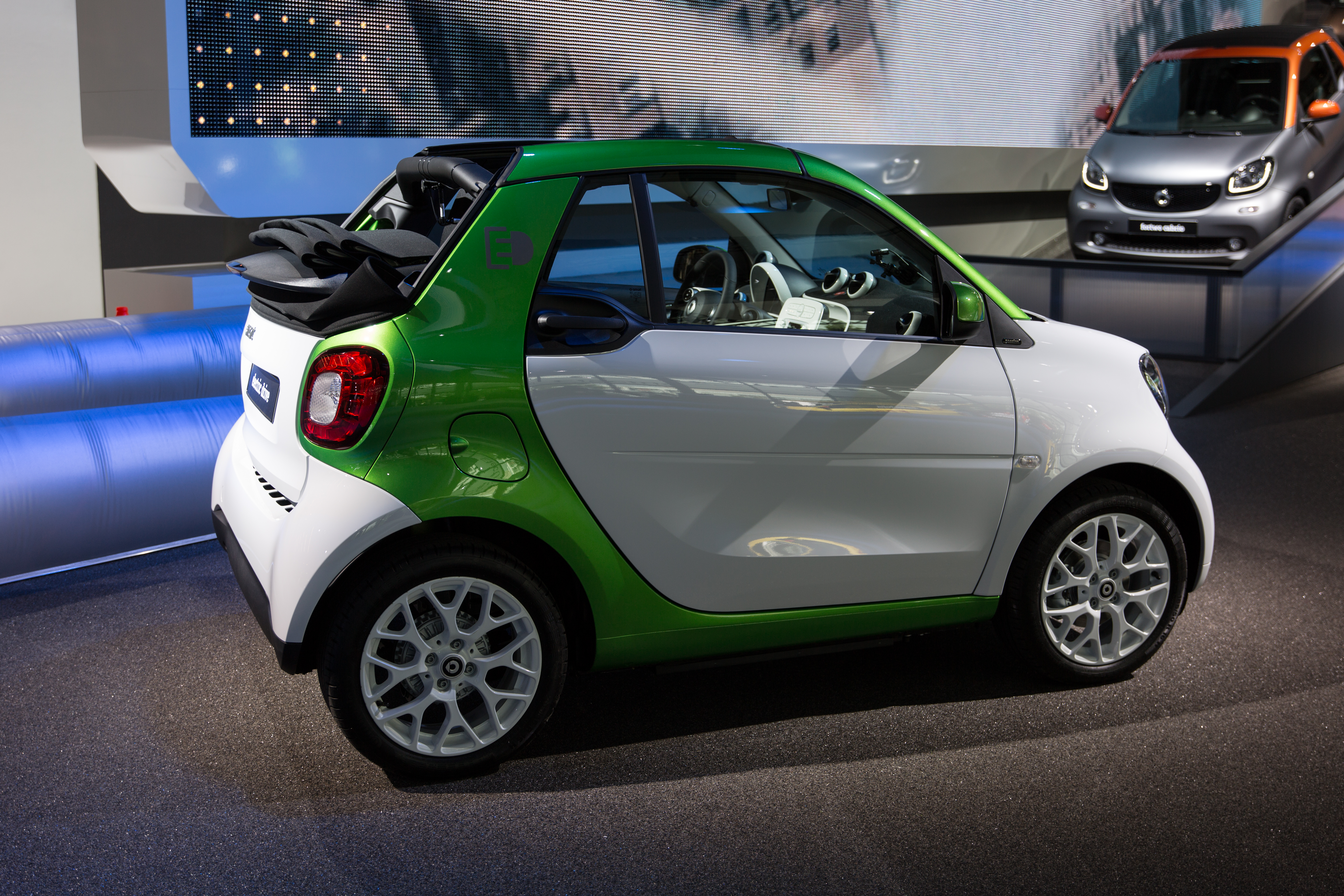
فورتو کابریو الکتریک درایو (اسمارت ای کیو فورتو کابریو)
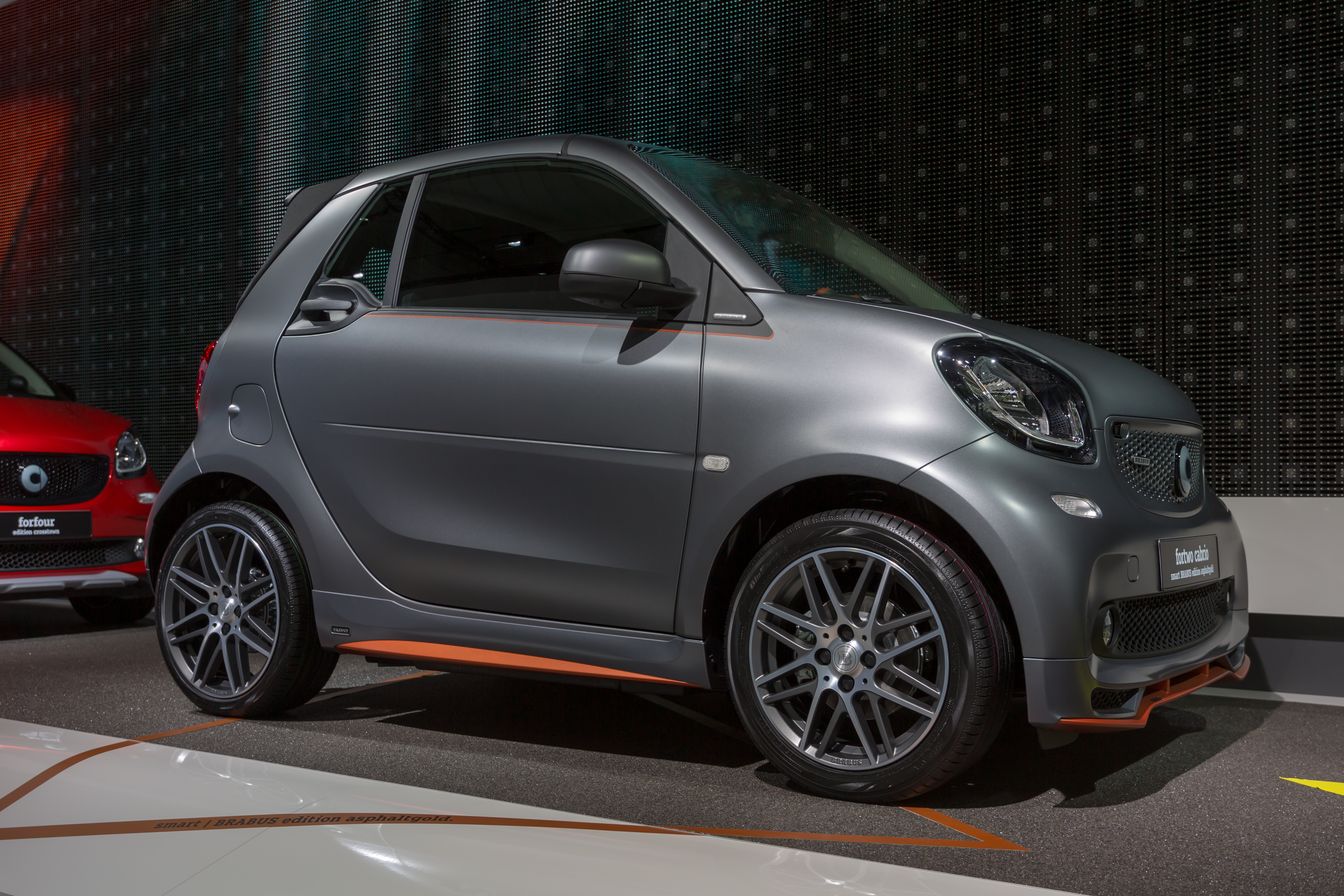
اسمارت فورتو کابریو باراباس

## بازارهای جهانی

### ایالات متحده
ایران( نسخه های قدیمی)